# Maharan Lala
Maharan Lala (hebräisch מהראן לאלא; * 7. März 1982 in Isfiya) ist ein israelischer Fußballspieler. Er spielt seit 2012 bei Hapoel Haifa in der Ligat ha’Al, der höchsten israelischen Spielklasse.

## Karriere
Lala begann seine Profikarriere bei Maccabi Sha’arayim, einem Verein in der vierten Liga Israels. 2004 wechselte er zu Hapoel Herzlia, mit welchen er in seiner ersten Saison den siebenten Platz in der Liga Artzit, der dritten Liga Israels, erreichte. In der darauffolgenden Saison kam der Wechsel zu Hapoel Bnei Tamra, wiederum eine Liga tiefer. Mit dem Verein schaffte er den Aufstieg in die Liga Artzit. Dort wurde man in der ersten Saison bereits Dritter, sieben Punkte hinter den Aufstiegsplätzen.
2006/07 kam ein weiterer Karrieresprung des Stürmers. Mit dem Wechsel zu Maccabi Ahi Nazareth konnte er in die zweithöchste israelische Spielklasse, die Liga Leumit, aufsteigen. Mit den Plätzen acht und neun in den Saisonen 2006/07 und 2007/08 sowie guten Leistungen empfahl sich Lala für die höchste Spielklasse Israels. Mit dem Wechsel zu Hapoel Tel Aviv kam dann der Durchbruch des Israelis. In dessen erster Saison bei Hapoel wurde der Verein Vizemeister. Durch den Vizemeistertitel konnte sich der Verein für die UEFA Europa League qualifizieren, wo sie 2009/10 überraschend die Gruppe mit Teams wie Hamburger SV, SK Rapid Wien oder Celtic Glasgow gewinnen konnten. Lala spielte in allen Gruppenspielen, wobei er in den Spielen gegen Celtic Glasgow und SK Rapid Wien jeweils ein Tor erzielte. Gegen Celtic war es in der 88. Minute sogar der entscheidende Treffer zum 2:1-Erfolg.

## Erfolge
- Aufstieg in die dritthöchste israelische Spielklasse 2006